# جاده آنگلیرو

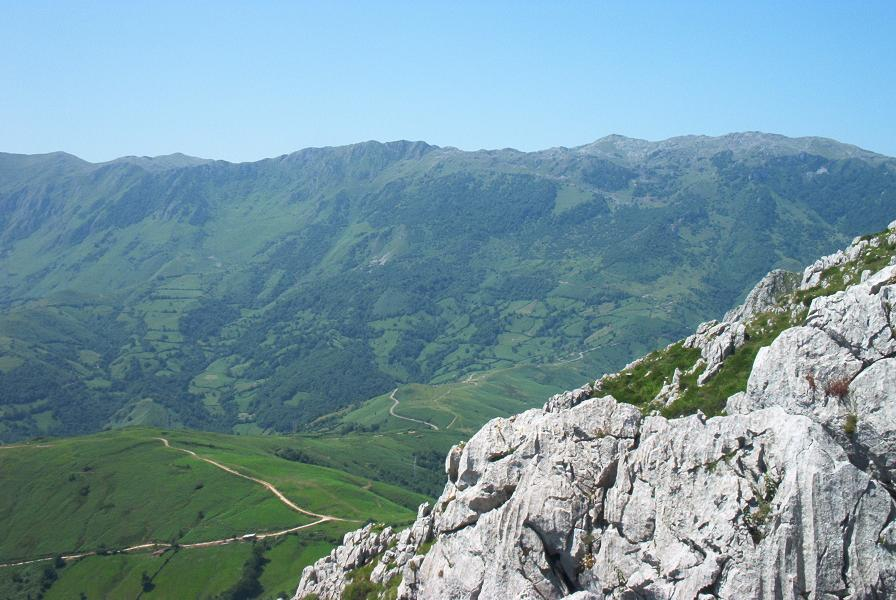
نمای جاده آنگلیرو از قله مونسارکو

جاده آنگلیرو (اسپانیایی: Alto de l'Angliru‎) یک راه کوهستانی پرشیب در آستوریاس در شمال اسپانیا است. این جاده، یکی از سخت‌ترین سربالایی‌های مسابقات حرفه‌ای دوچرخه‌سواری جاده است و گاهی در مسیر ووئلتا اسپانیا گنجانده می‌شود.

## معرفی
برگزار کنندگان ووئلتا اسپانیا تمایل داشتند مسیری کوهستانی داشته باشند تا با آلپ دوئز و کوه ونتو در تور دو فرانس و گردنه مورتیرولو در جیرو دیتالیا رقابت کند. این جاده نخستین بار در سال ۱۹۹۹ در مرحلهٔ هشتم ووئلتا پیموده شد و خوزه ماریا خیمنز با پشت سر گذاشتن پاول تونکوف در کیلومتر پایانی برندهٔ مرحله شد.

## جزئیات
بلندترین نقطهٔ سربالایی، ۱٬۵۷۳ متر بالاتر از سطح دریا قرار دارد. در مسیر ۱۲٫۵ کیلومتری افزایش ارتفاع به میزان ۱۲۶۶ متر ایجاد می‌شود و شیب میانگین آن، ۱۰٫۱۳٪ است. هرچند در پرشیب‌ترین بخش، شیب مسیر به نزدیک ۲۴٪ نیز می‌رسد. در ۵ کیلومتر آغازین، شیب ۷٫۶٪ است. در کیلومتر ۶، شیب به ۲٫۱٪ کاهش می‌یابد و بخشی از آن، سرپایینی است. نیمهٔ دوم سربالایی مشکل‌تر و دارای شیب میانگین ۱۳٫۱٪ است. پرشیب‌ترین بخش مسیر که راه بزها خوانده می‌شود، با شیب ۲۳٫۶٪ در فاصله ۳ کیلومتر از پایان سربالایی قرار دارد.

## جنجال
در مرحلهٔ ۱۵ ووئلتای ۲۰۰۲ رکابزنان در شرایط بارانی سربالایی را طی می‌کردند. خودروهای تیم‌ها در پرشیب‌ترین بخش، متوقف شدند و برخی به دلیل سر خوردن روی رنگ‌آمیزی‌های انجام شده توسط هواداران نتوانستند راه بیفتند. رکابزنانی پشت خودروها ماندند و برخی دیگر وادار شدند به دلیل نرسیدن مکانیک، با لاستیک پنچر شده به مسیر ادامه دهند. دیوید میلر که سه بار زمین‌خورده‌بود در مترهای پایانی شمارهٔ مسابقه‌ای خود را در اعتراض به وضعیت مسابقه جدا کرد و داوران اعلام کردند او مرحله را به پایان نرسانده‌است.

## نظرات
مربی تیم کلمه، ویسنته بلدا گفت: «آن‌ها چه می‌خواهند؟ خون؟ از ما خواستند پاک باشیم و از دوپینگ خودداری کنیم و خودشان رکابزنان را وادار می‌کنند با این نوع بربریت گلاویز شوند.» به گفتهٔ پاتریس آلگاند، رکابزن فرانسوی، اتحادیهٔ جهانی دوچرخه‌سواری قانون‌هایی در زمینهٔ مسافت و تعداد مسابقات دارد، ولی قانونی در زمینهٔ سربالایی‌ها ندارد. شارلی موته سربالایی را تأیید کرد و گفت «شیب مسیر مرا هراسان نمی‌کند؛ زیرا همواره راه حلی با انتخاب دندهٔ مناسب وجود دارد.»